# Milan Béreš
Milan Béreš (* 3. října 1964) je bývalý slovenský fotbalista.

## Fotbalová kariéra
V československé lize hrál za Tatran Prešov. Nastoupil ve 12 ligových utkáních. Ve druhé nejvyšší soutěži hrál za Chemlon Humenné.

## Ligová bilance
| Ročník                                   | Zápasy | Góly | Minuty | Klub          |
| ---------------------------------------- | ------ | ---- | ------ | ------------- |
| 1. československá fotbalová liga 1982/83 | 12     | 0    | 691    | Tatran Prešov |
| CELKEM                                   | 12     | 0    | 691    |               |